# The Gold Ghost
The Gold Ghost és un curtmetratge de comèdia nord-america del 1934 codirigit i protagonitzat per Buster Keaton, anterior al codi Hays de 1934, que determinava que era «moralment acceptable.

## Trama
Dos pares rics, Jim i George, intenten casar els fills Gloria i Wally per enfortir les seves famílies. Gloria es nega a casar-se amb Wally, considerant-lo com «una prova que la reencarnació existeix perquè ningú podria ser tan mut com ell en una vida». Wally l'escolta i se'n va, i decideix abandonar la ciutat per complet.
Arriba a Nevada, sense saber que la ciutat on s'instal·la és de fet una ciutat literalment fantasma. Quan descobreix la insígnia descartada d'un xèrif, es declara a si mateix el xèrif. Wally entra a un saló i coneix una bella noia que resulta ser un fantasma. Quan veu que està molestada pels fantasmes de diversos antics habitants de la ciutat, els espanta amb la seva pistola. Aviat s'hi uneix l'antic gàngster Bugs Kelly que ha fingit la seva mort i ha acabat a la mateixa ciutat que Wally després de fugir.
Dos cercadors locals descobreixen or enterrat als afores de la ciutat i això provoca un renovat interès per la ciutat. Fa que desenes de persones hi van per començar per cercar or, inclosos Glòria i el seu pare. Un grup de gàngsters apareix i intenta intimidar en Wally perquè els lliuri la ciutat, però ell es nega. Bugs Kelly, convençut que Wally no té el valor de dirigir la ciutat, agafa la insígnia d'en Wally i es declara xerif. No obstant això, aviat li retorna la insígnia a Wally després que els gàngsters l'apunten per negar-se a vendre i Wally i Bugs s'uneixen per expulsar els gàngsters de la ciutat.

## Repartiment
- Buster Keaton com a Wally
- Warren Hymer com a Bugs Kelly
- Dorothy Dix com a Gloria
- Roger Moore (com a Joe Young)
- William Worthington com el pare de Gloria, Jim
- Lloyd Ingraham com el pare de Wally, George
- Leo Willis
- Billy Engle com a minaire baixet (sense acreditar)
- Al Thompson com a minaire (sense acreditar)